# Guder fra Forgotten Realms
Alle guder i det fiktive setting (univers) Forgotten Realms til rollespillet Dungeons & Dragons, blev enten ophøjet til deres positioner af Ao (overguden), eller er godkendt af Ao til at blive tilbedt i universet, som i tilfældet ved trickster guder. Ingen guddommelige magt kan grundlægge en permanent tro og dogme uden hans godkendelse, selv om der er tilfælde af kortsigtet halv-guddommelige væsener, der samler tro fra tilbedere uden at være guder.
Tilbedere er nødvendige for den fortsatte eksistens og guddommens kræfter. Antallet og inderlighed af gudens tilbedere afgøre hvor stor en magt guddommen har. Guddomme uden tilbedere eller hvis popularitet daler mister således magt, og kan i ekstreme tilfælde endda dø af vanrøgt.

## Forskellen mellem Forgotten Realms og core D&D
Guddomme fra andre Dungeons & Dragons universer, herunder standard (eller "core") universet, er generelt ikke en del af Forgotten Realms. Men der er undtagelser, særligt iblandt guddomme fra ikke-menneskelige racer. Lolth, den vigtigste guddom hos Drow (mørke elvere) i Forgotten Realms, er specifikt beskrevet som værende den samme guddom som Lolth i andre universer. Der nævnes ellers intet om, hvorvidt andre guder der deles mellem Forgotten Realms og andre universer repræsentere den samme guddom. Guddommene beskrevet nedenfor, er derfor fra en Forgotten Realms-specifik kilde eller som tydeligt er angivet at den tilhøre universet. For en beskrivelse af guderne i core universet se Guder fra Dungeons & Dragons.

## Ao
Ao er overguden (som Zeus, Odin osv.), ifølge kosmogonien skabte han en krystalsfære, der indeholdt verdenen Abeir-Toril. Da han først skabte sfæren, indeholdt den kun et gråt og diset tomrum, et tidløst sted af intetheden, der eksisterede før lys og mørke blev to separate ting. Fra denne dunkle verden skabtes to tvillinge gudinder; Selûne og Shar, gudinde for lys og gudinde for mørke.

## Menneske panteon
Tekst mangler, hjælp os med at skrive teksten

### Bane
Bane blev blandt andet gud for had og tyranni på samme tid som Bhaal blev gud. Han er Lawful Evil, blandt hans tilbedere findes onde krigere, munke og troldmænd. Ligesom mange andre unge guder, var han engang et dødeligt menneske. Kun lidt er kendt af hans fortid, det vides ikke engang hvor han stammer fra, men han blev senere kendt, da han skabte en alliance med to andre dødelige væsener: Bhaal og Myrkul. Sammen svor de tre en pagt om ikke bare at erobre verden, men himlene og guderne selv. Dette var særligt rettet imod den magtfulde dødsgud, Jergal, som var blandt de mest magtfulde af Torils guder på det tidspunkt.

### Bhaal
Bhaal er guden for mord. Han er Lawful Evil og assassinere er typiske tilbedere. Da han forudså sin egen død tog han skikkelse af dødelige racer og kom til Toril med det formål, at sætte børn i verdenen så han kunne reinkarnere igennem dem. I computerspilserien Baldur's Gate er man som protagonist barn af Bhaal, en såkaldt planetouched, og må beslutte hvordan man forholder sig til sit guddommelige ophav.

### Cyric
Cyric er guden for løgne og stridigheder. Han er Chaotic Evil, hans tilbedere er typisk tidligere tilbedere af Bane, Bhaal og Myrkul, samt magtbegærlige unge mennesker. Sammen med Shar myrdede han Mystra.

### Jergal
Jergal var gud for en lang række områder, men blev besejret af Bane, Bhaal og Myrkul som delte hans ansvarsområder imellem sig.

### Karsus
Karsus var en dødelig troldmand fra landet Netheril. Efter at have stjålet kraften fra Mystryl, blev han i et kort øjeblik gud for magi, men kraften var for stærk for ham at kontrollere så han og magien ophørte med at eksistere; de magiske svævende byer hans landsmænd havde skabt, faldt til jorden med et brag. Computerspillet Neverwinter Nights: Shadows of Undrentide handler blandt andet om én af disse byer, der bliver flyvende igen.

### Myrkul
Myrkul blev blandt andet dødsgud på samme tid som Bhaal blev gud. Han er Neutral Evil og hans tilbedere er typisk onde personer der benytter sig af magi og magtfulde udøde som f.eks. en Lich. I computerspillet Neverwinter Nights 2: Mask of the Betrayer er man som protagonist ramt af en forbandelse forårsaget af Myrkul. Han er guden der opførte Wall of the Faithless, hvilket er skæbnen for dem der ikke tilbad nogen gud mens de levede. Når areligiøse dør bliver deres sjæle cementeret ind i en væg, hvorpå man kan se ansigterne og kranier fra de utallige sjæle der er absorberet af væggen, for med tiden at blive dækket af en grøn, overnaturlig mug.

### Mystra
Mystra er gudinde for magi. Hun er Lawful Neutral og hendes tilbedere er at finde blandt alle grupper som benytter sig af magi, herunder troldmænd og magikere, samt elvere og halvelvere. Én af hendes udvalgte er Elminster. Hun blev senere myrdet af Cyric og Shar. Drabet skabte begivenheden der senere blev kendt som Spellplague, hvor store dele af Toril blev omformet af dramatiske oversvømmelser og sprækker i jorden. og en lang række andre ændringer.

### Mystryl
Mystryl var den første inkarnation af gudinden for magi, mens hendes senere inkarnationer blev kaldt Mystra. Mystryls kræfter blev stjålet af troldmanden Karsus, men svært medtaget nåede hun at ofre sig og sørge for at hun kunne reinkarneret.

### Selûne
Selûne er gudinde for lyset og stjernerne. Hun er Chaotic Good og tvilling til Shar. Troldkvinder samt sømænd og andre navigatører er typiske eksempler på hendes tilbedere. Efter hun var blevet skabt, begyndte hun at fylde universet med lys og varme, men det gjorde Shar rasende og hun fyldte universet med mørke. Det fik Selûne til at angribe sin søster og det resulterede i at noget af Shars kraft blev løsrevet og af den blev gudinden Mystryl skabt. I Selûnes templer bliver der udførte spådomme, healing og der praktiseres retskaffenhed og ydmyghed.
Månen over Toril hedder Selûne.

### Shar
Shar er blandt andet gudinde for mørke og grotter. Hun er Neutral Evil og tvilling til Selûne. Typiske tilbedere er assassinere og andre ondsindede anarkister. Efter hun og hendes søster var blevet skabt, begyndte Selûne at fylde universet med lys og varme, men det gjorde Shar rasende og hun begyndte at fylde universet med mørke. Selûne gik til angreb på Shar og det endte med at noget af Shars kraft blev revet løs og af den blev gudinden Mystryl skabt. Sammen med Cyric myrdede Shar senere Mystra, én af Mystryls inkarnationer.

## Elver panteon
Tekst mangler, hjælp os med at skrive teksten

### Corellon
Corellon Larethian er elverguden som skabte elverne og hans tilbedere er alle elvere. Corellon er Chaotic Good og han billiger dem der dræber orker og tilhængere af gudinden Lolth. Han velsigner dem som hjælper andre, men udløser guddomelig vrede over dem som vanhelliger de døde eller flygtede fra deres fjender.

### Lolth
Lolth er Drow (mørk elver) gudinde for mørke, edderkopper, gift og bedrag. Hun er Chaotic Evil og hendes tilbedere er mørke elver og andre onde elvere. Efter Mystras død har hun beordret sine tilbedere, at samle artefakter relateret til Mystra, med det formål at overtage hendes plads og blive den nye gudinde for magi. I onlinespillet Neverwinter møder man blandt andet en gruppe af Lolths tilbedere som angriber et område tæt på byen Neverwinter med netop dette formål.

### Rillifane Rallathil
Rillifane Rallathil er elverguden for skoven og naturens harmoni. Han er Chaotic Good og hans typiske tilbedere er elvere, halvelvere og druider. Rillifanes templer er bygget i enorme egetræer, med platforme og broer mellem grenene, mens helligdomme dedikeret til Rillifane er store egetræer der ikke er store nok til at bære et helt tempel. I computerspillet Baldur's Gate II: Shadows of Amn forsøger troldmanden Joneleth Irenicus at dræne Rillifanes kraft for at overtage hans plads som gud.

## Ork panteon
Tekst mangler, hjælp os med at skrive teksten

### Gruumsh
Gruumsh er gud for vildskab og ødelæggelse og han er Chaotic evil, ligesom de fleste orker. De første ork-legender fortæller om krigene mellem deres primære gud Gruumsh og Corellon Larethian, skaberen af elverne. Elverne fortæller, hvordan Corellon besejrede Gruumsh og tog hans øje, men selvom mange orker benægter det, erkender de dog at Gruumsh kendes som den enøjede gud. Han bød orken Obould fra stammen Many-Arrows, at samle orkerne i ét rige efter begivenheden Spellplague forårsaget af Mystras død.

## Andre
Tekst mangler, hjælp os med at skrive teksten

### Asmodeus
Asmodeus var den førende ærkedjævel (navngivet efter dæmonen Asmodæus) før begivenheden Spellplague gav ham mulighed for at stjæle en guddoms kraft og dermed selv blive en gud. Han er som andre djævle Lawful Evil.